# Svein Engen
Svein Engen (* 27. März 1953 in Hønefoss) ist ein ehemaliger norwegischer Biathlet.
Svein Engen startete als Aktiver für Ringerike. Er bestritt seine erste internationale Meisterschaft im Rahmen der Olympischen Winterspiele 1976 in Innsbruck, wo er 20. des Einzels und mit Kjell Hovda, Terje Hanssen und Tor Svendsberget im Staffelrennen Fünfter wurde. Im Jahr darauf nahm Engen in Vingrom an den Weltmeisterschaften teil und wurde Neunter des Einzels und 19. des Sprints. Im Staffelrennen verpasste er mit Tor Svendsberget, Roar Nilsen und Sigleif Johansen als Viertplatzierter knapp eine Medaille. 1978 wurde er in Hochfilzen 26. des Einzels, 1979 in Ruhpolding Zehnter des Sprints. 1980 startete Engen in Lake Placid zum zweiten Mal bei Olympischen Winterspielen. Im Sprint verpasste er als Viertplatzierter gegen Eberhard Rösch ebenso wie mit Kjell Søbak, Odd Lirhus und Sigleif Johansen als Startläufer der Staffel gegen die bundesdeutsche Auswahl knapp die Medaillenränge. 1981 nahm er in Lahti nochmals an Weltmeisterschaften teil und wurde 24. des Sprints.
National gewann Engen 1977, 1978 und 1983 die Titel im Einzel, 1977 auch im Sprint und mit der Staffel. Weitere dreimal wurde er Vizemeister und fünfmal konnte er Bronzemedaillen gewinnen.